# گینگ ۲۱۳۵۹
سیارک ۲۱۳۵۹ (به انگلیسی: 21359 Geng، نامگذاری:1997GN22) بیست و یک هزار و سیصد و پنجاه و نهمین سیارک کشف شده‌است که در ۶ آوریل ۱۹۹۷ کشف شد.
قدر مطلق سیارک برابر ۱۶.۲ است.